# Aysén (provincie)
Aysén is een provincie van Chili in de regio Aysén del General Carlos Ibáñez del Campo. De provincie telde 32.319 inwoners in 2017 en heeft een oppervlakte van 46.589 km². Hoofdstad is Puerto Aysén.

## Gemeenten
Aysén is verdeeld in drie gemeenten:
- Aysén
- Cisnes
- Guaitecas